# Las Mercedes (Caracas)
Las Mercedes es una urbanización del área metropolitana de Caracas, situada en el municipio Baruta. Posee una superficie aproximada de 121 hectáreas o 1,21 kilómetros cuadrados.
Al principio del siglo XX era un barrio residencial que se transformó en la década de los 90 en una zona comercial, empresarial e inversora. En 2023 la urbanización aparece en el puesto 13 del listado de «Barrios más caros de Latinoamérica», elaborado por el conjunto de inmobiliarias Properati, Lamudi y Trovit con un valor promedio de 2.311 dólares por metros cuadrados.
Si bien, Las Mercedes también fue golpeada por la crisis de Venezuela, los proyectos de lujo han propiciado la reaparición de tiendas con marcas internacionales como Balenciaga, Dolce & Gabbana, Versace, Gucci, Ferrari, Samsung, Nike, Guess, Bell & Ross, Omega, Meta, Valentino, Celine, Furla, Pomellato, entre otros.

## Geografía
Las Mercedes está localizado en el municipio Baruta del área metropolitana de Caracas. constituye la parte mas septentrional de Baruta en el estado Miranda al centro norte de Venezuela.
| Noroeste: Bello Monte                           | Norte: Baruta     | Nordeste: Parque Generalísimo Francisco de Miranda |
| Oeste: Colinas de Bello Monte                   |                   | Este: Chuao                                        |
| Suroeste: Colinas de Bello Monte y Valle Arriba | Sur: Valle Arriba | Sureste: Las Minas                                 |

## Historia
En la década de los 40, la compañía constructora VICA inició negociaciones con la familia de los Erasos, propietarios de la Hacienda Las Mercedes, para elaborar los planos de urbanización. Julio Bacalao dirigió la construcción, durante la cual se planificaron los planos técnicos y se consideró el riesgo de inundación por el río Guaire en Las Mercedes. Se realizaron estudios de los terrenos y se construyó un muro de contención necesario para proteger la zona.

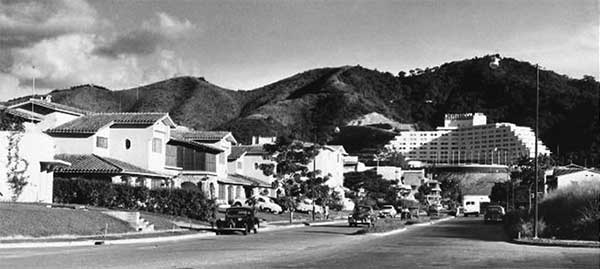
Fotografía de la urbanización Las Mercedes tomada en la década de los 50, al fondo se observa el Hotel Tamanaco Intercontinental.

El Hotel Tamanaco Intercontinental, construido en 1953, es un hotel clásico que evoca la época en que la riqueza petrolera de Venezuela prometía un rápido desarrollo económico, este se convertiría en el principal referente de hospedaje de la ciudad. La urbanización fue testigo de la apertura del primer centro comercial del área metropolitana de Caracas, el Automercado Las Mercedes, diseñado por Donald Hatch en 1953 y finalizado en 1955 ubicado en la avenida principal de Las Mercedes con la avenida Río de Janeiro.
A partir de los años 70 comenzó el auge de comercialización masiva para que en las últimas dos décadas, transformarse en el centro corporativo, gastronómico y de entretenimiento con mayor diversidad comercial en la capital. En 1974 se finaliza la construcción del conjunto Centro Comercial Paseo Las Mercedes y Hotel Holiday Inn diseñado por el arquitecto Jimmy Alcock entre 1969 a 1971. En el año 2003, abrió sus puertas el Centro Comercial Tolón Fashion Mall, convirtiéndose como epicentro predilecto de compras.

## Cultura

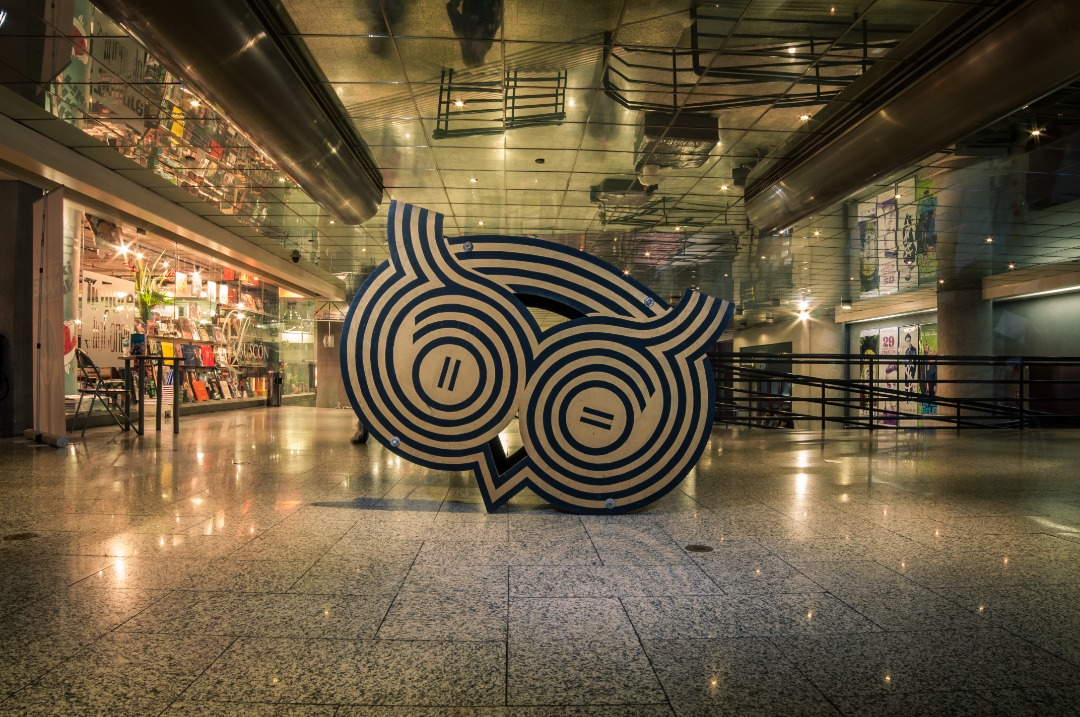
Logo de Trasnocho Cultural en el Centro Comercial Paseo Las Mercedes.

El Trasnocho Cultural es un espacio cultural inaugurado el 4 de octubre de 2001, que ofrece una amplia variedad de actividades artísticas y culturales. Cuenta con salas de cine que proyectan filmes nacionales como internacionales, así como obras de teatro, galerías de arte, exposiciones, eventos literarios, conferencias, foros y talleres. Además, mantiene un convenio con la Alcaldía de Baruta para actividades académicas municipales.
Después de su rehabilitación en 2007, la plaza Alfredo Sadel, que incluyó la instalación de cuatro mástiles diseñados por la artista Magdalena Fernández, se ha convertido en un espacio para actividades al aire libre. Estas actividades incluyen transmisiones en vivo de los partidos de la selección de fútbol de Venezuela «la Vinotinto», ferias del libro, ferias gastronómicas, conciertos, fiestas y otros eventos.